# Скін-фактор

Приклад співвіднесення значень скін-фактора і дебіту свердловин.

Не плутати з Скін-ефект
Скін-фактор — гідродинамічний параметр, що характеризує додатковий фільтраційний опір течії флюїдів у навколосвердловинній зоні пласта, який спричиняє зниження видобутку (дебіт) в порівнянні з досконалою (ідеальною) свердловиною. Причини скін-фактора: гідродинамічна недосконалість розкриття пласта, забруднення навколосвердловинної зони, інші нелінійні ефекти (турбулентна течія, розгазування, стиснення скелета гірської породи і т. д.).

## Скін-фактор та приведений радіус
За визначенням скін-фактор описується формулою:

{\displaystyle S=\mathrm {ln} {\frac {r_{c}}{r_{c}^{*}}}}

де {\displaystyle S} — скін-фактор,
{\displaystyle r_{c}} — радіус реальної свердловини по долоту в інтервалі розтину пласта,

{\displaystyle r_{c}^{*}} — радіус такої фіктивної досконалої свердловини, дебіт якої дорівнює дебіту недосконалої свердловини з приведеним радіусом і додатковими спротивами течії продукції у свердловину внаслідок зміни проникності, обумовленої скін-ефектом S. 
Після підстановки приведеного радіусу замість реального радіусу в гідродинамічні формули, що описують фільтрацію до досконалої свердловини, ці формули стають придатними для аналізу реальної недосконалої свердловини.

## Інтерпретація скін-фактора
Якщо величина скін-фактора близька до нуля (практично з урахуванням похибки визначення: {\displaystyle -1<S<5}), то стовбурова зона пласта вважається незміненою, а свердловина досконалою (приблизно {\displaystyle r_{c}^{*}=r_{c}}   і   {\displaystyle \eta =\eta _{0}}).
Велика позитивна величина скін-фактора {\displaystyle S>5} (тобто {\displaystyle r_{c}^{*}<<r_{c}}   і   {\displaystyle \eta <<\eta _{0}} ) свідчить про забруднення присвердловинної зони пласта і недосконалість свердловини.
У такому разі на свердловині проводять геолого-технологічні заходи (ГТМ) з інтенсифікації припливу: додаткова перфорація, свабування, метод змінного тиску (МПД), солянокислотні обробки (СКО), гідророзрив пласта (ГРП) та ін. .
Значна негативна величина скін-фактора {\displaystyle S<-1} (тобто {\displaystyle r_{c}^{*}>>r_{c}}   і   {\displaystyle \eta >>\eta _{0}}) спостерігається у разі підвищеної проникності приствольної зони пласта (тріщини, каверни і т.д.), як результат заходів щодо збільшення дебіту свердловин (гідророзрив пласту (ГРП), кислотних обробок (КО)), а також на похило спрямованих свердловинах (ННС) ) та на свердловинах з горизонтальним закінченням.
Часто «хибно-негативні» значення скін-фактора виходять при інтерпретації «недовідновлених» кривих відновлення тиску (КВД) без урахування «післяпритоку» у стовбур свердловини, коли на графіці відсутня ділянка плоскорадіального потоку.

## Інтернет-ресурси
- Определение скин-фактора по кривой восстановления давления (КВД) [Архівовано 9 липня 2021 у Wayback Machine.].
- Определение скин-фактора комплексным методом переменной депрессии [Архівовано 9 липня 2021 у Wayback Machine.].
- Компьютерная программа «МЕТОД» для расчёта скин-фактора по КВД.